# Jens Andersen Hansen

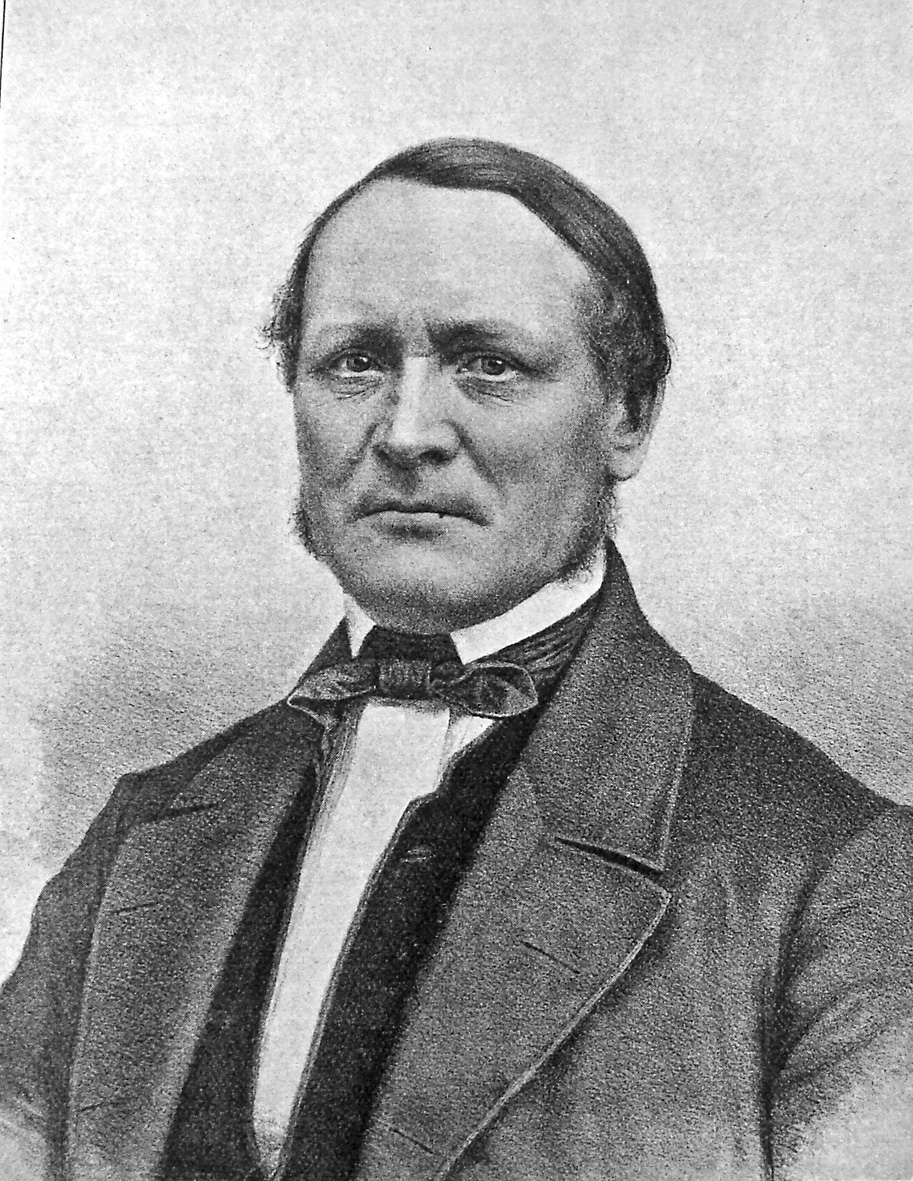
Jens Andersen Hansen

Jens Andersen Hansen (* 7. Januar 1806 in Odense; † 1. Juni 1877 in Frederiksberg) war ein dänischer Politiker.

## Leben
Hansen erlernte bei seinem Vater das Schuhmacherhandwerk und wurde 1824 Geselle. 1834 wurde er Organist und Stadtmusikant in Rudkøbing, im Jahr darauf dort auch Schuhmachermeister. 1838 siedelte er nach Slagelse und 1841 nach Fredericia über. Nachdem er 1842 die Herausgabe des Almuevennen („Volksfreund“) begonnen hatte, gab er sein Handwerk auf und ging nach Kopenhagen, wo er zeitweilig Redakteur des Faedreland war.
An der politischen Bewegung der 1840er Jahre nahm er regen Anteil und wurde 1848 von Rudkøbing in den Konstituierenden Reichstag gewählt; seitdem gehörte er ununterbrochen der Volksvertretung an, in der er die Seele der Linken, der demokratischen Bauernpartei, war und mit Erfolg die Herrschaft der auf der hauptstädtischen Bevölkerung beruhenden nationalliberalen Partei bekämpfte.
Nachdem seine Partei die Mehrheit im Folketing erlangt, wurde er dessen Präsident. Wie er selbst seine mangelhafte Jugenderziehung durch rastlosen Fleiß überwunden hatte, so suchte er auch den Bauernstand geistig und materiell zu heben.
Als Vorsitzender zweier Versicherungsgesellschaften unterschlug er zu eigenem Vorteil und für Parteizwecke nach und nach 190.000 Kronen. Als das Verbrechen 1877 entdeckt wurde, gestand es Hansen bei der ersten gerichtlichen Vernehmung ein und nahm sich am 1. Juni 1877 das Leben.
Sein Grab befindet sich auf dem Assistenzfriedhof in Kopenhagen.